# Colani

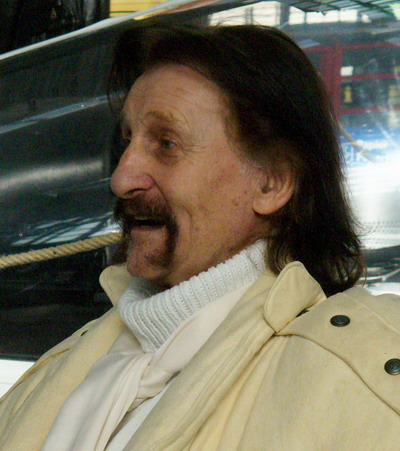
Luigi Colani (2007)

Luigi Colani, geboren als Lutz Colani (Berlijn, 2 augustus 1928 – Karlsruhe, 16 september 2019), was een Duits ontwerper van de 20e en 21e eeuw. Hij is vooral door zijn aerodynamische en organische vormen voor boten, motoren, vliegtuigen, brillen en fotoapparaten bekend geworden.

## Levensloop
Colani werd in 1928 als zoon van een Zwitserse filmarchitect en een Poolse geboren. Omdat zijn ouders hem vroeg tot creativiteit wilden opvoeden, gaven ze hem geen speelgoed, maar richtten voor hem een knutselkamer in, waar hij zijn speelgoed zelf bouwen moest. Met vier jaar kon de jonge Colani al solderen en bouwde met de meest uiteenlopende materialen, of het nu hout, ijzer, gips of klei was, zijn vliegtuigen, boten en auto’s. In 1946 studeerde hij beeldhouwkunst en schilderen aan de Hogeschool voor Beeldende Kunsten in Berlijn, van 1949 tot 1952 studeerde hij aerodynamica aan de Parijse Sorbonne. Kort werkte hij bij de Douglas Aircraft Company op de afdeling nieuwe materialen, voor hij in 1953 in Frankrijk kunststof carrosserieën voor de auto-industrie mede vormgaf en dat vanaf 1955 in Berlijn voortzette. In de jaren zestig breidde hij zijn activiteiten uit tot meubels en gebruiksvoorwerpen.